# 勒库博-让萨克
勒库博-让萨克（法語：Recoubeau-Jansac，法語發音：[ʁəkubo ʒɑ̃sak]）是法国德龙省的一个市镇，位于该省东部，属于迪镇区。该市镇于1975年由原市镇勒库博（Recoubeau）和让萨克（Jansac）合并而成。

## 地理
勒库博-让萨克（44°39'14"N, 5°24'47"E）面积12.96 平方千米，位于法国奥弗涅-罗讷-阿尔卑斯大区德龙省，该省份为法国东南部内陆省份，北起顺时针与伊泽尔省、上阿尔卑斯省、上普罗旺斯阿尔卑斯省、沃克吕兹省和阿尔代什省接壤。
与勒库博-让萨克接壤的市镇（或旧市镇、城区）包括：欧斯隆、巴尔纳沃、迪瓦地区吕克、芒格隆、迪瓦地区蒙洛尔。

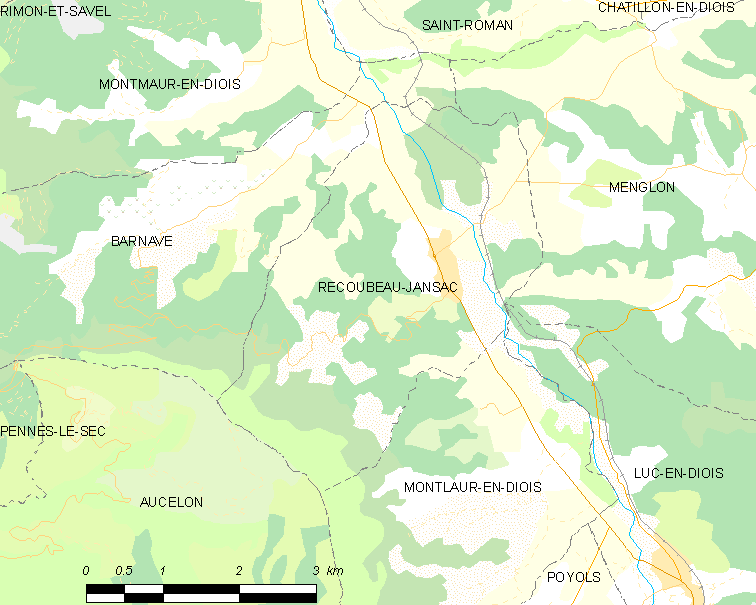
勒库博-让萨克的OSM定位图

勒库博-让萨克的时区为UTC+01:00、UTC+02:00（夏令时）。

## 行政
勒库博-让萨克的邮政编码为26310，INSEE市镇编码为26262。

## 政治
勒库博-让萨克所属的省级选区为迪瓦县。

## 人口

1962-2008年间勒库博-让萨克人口变化图示

勒库博-让萨克于2022年1月1日时的人口数量为327人。